# Anenii Noi
Anenii Noi (pronunciat /aˈnenij ˈnoj/) és la capital del districte d'Anenii Noi, al centre-est de la República de Moldàvia. La ciutat es troba a 36 km al sud-est de la capital, Chişinău. El 2014 tenia 10.872 habitants.